# Dido abandonada (Händel)
Didone abandonada (título original en alemán, Die verlassene Dido) es una ópera pasticcio en tres actos con
música de Leonardo Vinci, y libreto en italiano de Pietro Metastasio. Fue arreglada por Händel, el
estreno tuvo lugar en el “Theatre Royal, Covent Garden from London”, el 13 de abril de 1737.

## La obra
| Título original   | Didone Abbandonata                                                             |
| Forma             | Ópera seria                                                                    |
| Lenguaje original | Italiano                                                                       |
| Música            | Leonardo Vinci, Johann Adolph Hasse u. a., Bearbeitung: Georg Friedrich Händel |
| Libreto           | Pietro Metastasio, Didone abbandonata (Neapel 1724)                            |
| Fecha de estreno  | 13 de abril de 1737                                                            |
| Lugar de estreno  | Theatre Royal, Covent Garden, London                                           |

#### Los personajes
•	Didone, reina de cartago (Soprano)
•	Eneas, héroe troyano (Soprano, castrato)
•	Jarbas, rey de los moros (Contralto, castrato)
•	Selene, hermana de Dido (Contralto)
•	Araspe, confidente de Jarbas (tenor)
•	Osmida, Confidente de Dido (contralto)

#### Reparto
Händel logró contratar a dos famosos castrati, Gioacchino Conti, "Gizziello", que ya había causado una gran impresión en la primavera de 1736, y Domenico Annibali, que había sido reclutado por la corte de Dresde para su conjunto.
| Personaje | Tipo de voz         | Cantante                      |
| --------- | ------------------- | ----------------------------- |
| Dido      | Soprano             | Anna Maria Strada del Pó      |
| Eneas     | Soprano, castrato   | Gioacchino Conti, "Gizziello" |
| Jarbas    | Contralto, castrato | Domenico Annibali             |
| Selene    | Contralto           | Francesca Bertolli            |
| Osmida    | Contralto           | Maria Caterina Negri          |

Estos cantantes que fueron contratados por Händel para su pasticcio fueron escuchados y, positivamente valorados en la corte. Tal y como se demuestra en una serie de artículos en los periódicos de la época:
```
“We hear that several Persons have been sent to Italy from the two Theatres, to engage some additional Voices, for the carrying on of Operas for the ensuing Season, and that Sig. Dominichino, one of the best Singers now in Italy, is engaged by Mr. Handel, and is expected over in a short time.”

"Escuchamos que varias personas han sido enviadas a Italia desde los dos Teatros para contratar a algunas voces adicionales en esta temporada de óperas, y el señor Dominichino, uno de los mejores cantantes ahora en Italia, está contratado por el Sr. Handel, y se espera que sea en breve.”

– The London Daily Post, Londres, 18 de junio de 1736
```

```
 
“On Tuesday last Signor Dominico Annibali, the celebrated Italian Singer lately arriv'd from Dresden, to perform in Mr. Handel's Opera in Coven-Garden, was sent for to Kensington, and had the Honour to sing several Songs before her Majesty and the Princesses, who express’d the highest Satisfaction at his Performance.”

 "El martes pasado, el signor Dominico Annibali, el célebre cantante italiano recién llegado de Dresde, tocó en la Ópera del señor Handel en Coven-Garden, fue enviado a Kensington, y tuvo el honor de cantar varias canciones delante de su Majestad y las princesas, que expresaron la más alta satisfacción en su actuación ".
 – The Old Whig, Londres, 14 de octubre de 1736
```

```
 
“Signora Merighi, Signora Chimenti, and The Francesina (Three Singer lately come from Italy, for the Royal Academy of Musick) had the Honour to sing before her Majesty, the Duke, and Princesses, at Kensington, on Monday Night last, and met with a most gracious Reception, and her Majesty was pleased to approve their several Performances: after which, The Francesina, performed several Dances to the entire Satisfaction of the Court.”

 “La Signora Merighi, la Signora Chimenti y la Francesina (Tres cantantes procedentes de Italia, para la Real Academia de Música) tuvieron el honor de cantar ante su Majestad, el Duque y las Princesas, en Kensington, el lunes por la noche, y se encontraron con una recepción muy amable, y su Majestad tuvo el placer de aprobar sus varias actuaciones: después de lo cual, The Francesina, interpretó una serie de danzas para la total satisfacción de la Corte ".

  – The London Daily Post, Londres, 18 de noviembre de 1736
```

### Antecedentes y libreto
El libreto de Didone abbandonata fue escrito por Metastasio para que fuera utilizado por el compositor italiano Domenico Natale Sarro para componer una ópera homónima en tres actos, cuyo estreno tuvo lugar en el Teatro San Bartolomé de Nápoles, el 1 de febrero de 1724. Posteriormente a Sarro fueron más de 70 los compositores que crearon óperas sobre el mismo libreto, entre ellos Domenico Scarlatti, Albinoni, Porpora, Baldassare Galuppi, Jommelli, Cherubini, Hasse, Paisiello o Päer, siendo el último Carl Gottlieb Reissiger cuya Dido se estrenó en Dresde justo 100 años después, en 1824.
Las fuentes a las que acudió Metastasio para escribir el libreto fueron La Eneida y Los Fastos de los poetas romanos Virgilio y Ovidio respectivamente. El libreto es el segundo de la producción de Metastasio, estando comprendido entre Siface, re di Numidia (1723) y Siroe, re di Persia (1726).

#### Música
En esencia, Händel conservó la música de Vinci, trece de sus arias, la obertura y una sinfonía en el tercer acto, pero en ciertos momentos cambia la estructura, ejemplo de estas partes podría ser la emotiva escena final de Dido, que termina en Accompagnato recitativo, sin un coro final.
La orquesta de Händel se compuso de dos Oboes, dos cornos, dos trompetas, cuerdas y bajo continuo (Violoncello, laúd y clavecín).

### Argumento de la obra
La acción se desarrolla en Cartago.
Dido, viuda de Siqueo, tras serle asesinado el marido por su hermano Pigmalión, rey de Tiro, huyó con inmensas riquezas a África donde, comprando suficiente territorio, fundó Cartago.
Fue allí solicitada como esposa por muchos, particularmente por Jarbas, rey de los moros, rehusando siempre, pues decía querer guardar fidelidad a las cenizas del extinto cónyuge.
Mientras tanto, el troyano Eneas, habiendo sido destruida su patria por los griegos, cuando se dirigía a Italia fue arrastrado por una tempestad hasta las orillas de África, siendo allí recogido y cuidado por Dido, la cual se enamoró de él ardientemente; pero mientras éste se complacía y se demoraba en Cartago por el cariño de la misma, los dioses le ordenaron que abandonara aquel cielo y que continuara su camino hacia Italia donde le prometieron que habría de resurgir una nueva Troya. Él partió, y Dido, desesperadamente, después de haber intentado en vano retenerlo, se suicidó.
Todo esto lo cuenta Virgilio, uniendo el tiempo de la fundación de Cartago a los errores de Eneas, en un bello anacronismo.
Ovidio, en el tercer libro de sus Fastos, recoge que Jarbas se apoderó de Cartago tras la muerte de Dido, y que Ana, hermana de la misma, a la que llamaremos Selene, estaba ocultamente enamorada de Eneas.

#### Recepción de la obra
Didone, el último pastiche de Handel con música de otros compositores, tuvo poco éxito y funcionó solo brevemente: tres noches en abril y una cuarta el 1 de junio. El joven tenor John Beard probablemente fue luego reemplazado por William Savage. No se imprimió nada de la música del pastiche.